# Gullegem Koerse
La Gullegem Koerse (in italiano Corsa di Gullegem) è una corsa in linea, con partenza ed arrivo a Gullegem, frazione di Wevelgem. La prima edizione si è svolta nel 1942, e venne vinta da Marcel Kint; la corsa, dopo 2 anni di interruzione causati dalla guerra, venne ripresa nel 1945, e da allora si è sempre svolta regolarmente, eccetto qualche sporadica interruzione

## Storia
La gara si svolge annualmente su più giri, lunghi dai 9 agli 11 km, per un totale di 170-190 km. È stata organizzata dall'imprenditore, direttore sportivo ed ex ciclista Marcel Bekaert dal 1964 al 1992, anno della sua scomparsa.
Caratterizzata da un percorso inizialmente pianeggiante, presenta in seguito diverse salite di lieve pendenza, e fu corsa tradizionalmente nel mese di settembre, fino all'inizio degli anni 2000, quando venne spostata a fine maggio e talvolta a inizio giugno.
E' soprannominata corsa delle fiere.
Tra i corridori vincitori della corsa si annoverano Marcel Kint e Valère Ollivier, e e in anni più recenti Philippe Gilbert, Matteo Trentin, Remco Evenepoel.
Sebbene in diverse occasioni la corsa sia stata vinta dagli specialisti delle corse di un giorno, vi sono anche stati trionfi di diversi velocisti, in particolar modo a partire dagli anni 2000.
Un altro dato importante della corsa è che la formazione belga Soudal Quick-Step, nel periodo 2019-2024 riuscì ad aggiudicarsi ben 5 vittorie consecutive; esse furono ottenute con 5 corridori differenti: Yves Lampaert, Stan Van Tricht, Remco Evenepoel, Warre Vangheluwe e Martin Svrcek; curiosamente, anche il direttore generale del team Patrick Lefevere, aveva a sua volta vinto la corsa, nel 1977.

## Albo d'oro
Aggiornato all'edizione 2024.
| Anno      | Vincitore                                           | Secondo                                             | Terzo                                               |
| --------- | --------------------------------------------------- | --------------------------------------------------- | --------------------------------------------------- |
| 1942      | Marcel Kint                                         | Albert Decin                                        | Karel Kaers                                         |
| 1943-1944 | non disputato a causa della seconda guerra mondiale | non disputato a causa della seconda guerra mondiale | non disputato a causa della seconda guerra mondiale |
| 1945      | Albert Decin                                        | Briek Schotte                                       | Roger Cnockaert                                     |
| 1946      | Ernest Sterckx                                      | Briek Schotte                                       | Sylvain Grysolle                                    |
| 1947      | Roger Cnockaert                                     | Emmanuel Thoma                                      | Louis Brusselmans                                   |
| 1948      | Emmanuel Thoma                                      | Henry Bauwens                                       | Stan Ockers                                         |
| 1949      | André Declerck                                      | Marcel Kint                                         | André Maelbrancke                                   |
| 1950      | Valère Ollivier                                     | Briek Schotte                                       | Albert Ramon                                        |
| 1951      | Karel Leysen                                        | Emmanuel Thoma                                      | Maurice Mollin                                      |
| 1952      | César Marcelak                                      | Maurice Joye                                        | Emmanuel Thoma                                      |
| 1953      | René Daelman                                        | Henri Denys                                         | Germain Derijcke                                    |
| 1954      | Omer Braeckeveldt                                   | Lucien Victor                                       | André Noyelle                                       |
| 1955      | Rik Van Steenbergen                                 | Gilbert Desmet                                      | René Mertens                                        |
| 1956      | Karel Clerckx                                       | Roger Devolder                                      | Julien Schepens                                     |
| 1957      | Cyriel Van Bossel                                   | Noël Foré                                           | Maurice Meuleman                                    |
| 1958      | Gustave Van Vaerenbergh                             | Gilbert Desmet                                      | Marcel Ongenae                                      |
| 1959      | Jozef Van Bael                                      | Willy Vannitsen                                     | Piet Oellibrandt                                    |
| 1960      | Willy Truye                                         | Noël Foré                                           | Joseph Planckaert                                   |
| 1961      | Joseph Planckaert                                   | Romain Van Wynsberghe                               | Daniel Doom                                         |
| 1962      | Marcel Ongenae                                      | André Messelis                                      | Frans Melckenbeeck                                  |
| 1963      | Marcel Seynaeve                                     | Jos Hoevenaers                                      | Louis Proost                                        |
| 1964-1966 | non disputato                                       | non disputato                                       | non disputato                                       |
| 1967      | Georges Vanconingsloo                               | Walter Godefroot                                    | Roger Kindt                                         |
| 1968      | Eric Leman                                          | Bernard Van De Kerckhove                            | Walter Boucquet                                     |
| 1969      | Noël Vantyghem                                      | Ludo Vandromme                                      | André Hendryckx                                     |
| 1970      | André Dierickx                                      | Julien Gaelens                                      | Rudy Serruys                                        |
| 1971      | Eric Leman                                          | Noël Vantyghem                                      | Fernand Van Rymenant                                |
| 1972      | Eddy Peelman                                        | Willy Van Neste                                     | Richard Bukacki                                     |
| 1973      | Frans Van Looy                                      | Fernand Van Rymenant                                | Gerard Vianen                                       |
| 1974      | Ronald De Witte                                     | Urbain De Brauwer                                   | José Vanackere                                      |
| 1975      | Richard Bukacki                                     | Lucien De Brauwere                                  | Luc Leman                                           |
| 1976      | Daniel Verplancke                                   | Carlos Cuyle                                        | Eddy Cael                                           |
| 1977      | Patrick Lefevere                                    | Marc Meernhout                                      | Serge Vandele                                       |
| 1978      | Gustaaf Van Roosbroeck                              | Herman Van Springel                                 | Walter Dalgal                                       |
| 1979      | Carlos Cuyle                                        | Marc Demeyer                                        | Herman Van Springel                                 |
| 1980      | annullato per neve                                  | annullato per neve                                  | annullato per neve                                  |
| 1981      | Dirk Baert                                          | André Boonen                                        | Michel Demeyre                                      |
| 1982      | Alain Desaever                                      | Ludo Schurgers                                      | Eddy Van Hoof                                       |
| 1983      | Dag Erik Pedersen                                   | Giuseppe Saronni                                    | Bert Oosterbosch                                    |
| 1984      | Willy Teirlinck                                     | Géry Verlinden                                      | Luc De Smet                                         |
| 1985      | Dag Erik Pedersen                                   | Alfons De Wolf                                      | Luc Govaerts                                        |
| 1986      | Dirk Heirweg                                        | Jean-Luc Vandenbroucke                              | Frank Verleyen                                      |
| 1987-1989 | non disputato                                       | non disputato                                       | non disputato                                       |
| 1990      | Johan Devos                                         | Marco van der Hulst                                 | Peter Van Impe                                      |
| 1991      | Luc Colijn                                          | Rik Van Slycke                                      | Ivan Romanov                                        |
| 1992      | Rik Van Slycke                                      | Patrick Evenepoel                                   | Johan Melsen                                        |
| 1993      | Michel Cornelisse                                   | Jean-Pierre Heynderickx                             | Niko Eeckhout                                       |
| 1994      | Wim Omloop                                          | Hans De Clercq                                      | Willy Willems                                       |
| 1995      | Wilfried Nelissen                                   | Jo Planckaert                                       | Jean-Pierre Heynderickx                             |
| 1996      | Michel Cornelisse                                   | Jans Koerts                                         | Jo Planckaert                                       |
| 1997      | Hans De Meester                                     | Danny Baeyens                                       | Frank Høj                                           |
| 1998      | Geert Van Bondt                                     | Frank Høj                                           | Bart Heirewegh                                      |
| 1999      | Niko Eeckhout                                       | Saulius Ruškys                                      | Jo Planckaert                                       |
| 2000      | Nico Mattan                                         | Wim Omloop                                          | Geert Omloop                                        |
| 2001      | Roger Hammond                                       | Nico Mattan                                         | Bert Roesems                                        |
| 2002      | Peter Van Petegem                                   | Robbie McEwen                                       | Geert Omloop                                        |
| 2003      | Gino De Weirdt                                      | Kurt Van Landeghem                                  | Andrew Vancoillie                                   |
| 2004      | Steven Caethoven                                    | Stefan Adamsson                                     | Geert Omloop                                        |
| 2005      | Bart Vanheule                                       | Niko Eeckhout                                       | Ludo Dierckxsens                                    |
| 2006      | Christoph Roodhooft                                 | Dirk Clarysse                                       | Steven De Decker                                    |
| 2007      | Geert Omloop                                        | Dirk Clarysse                                       | David Boucher                                       |
| 2008      | Bert De Backer                                      | Nico Kuypers                                        | Frank Dressler                                      |
| 2009      | Wouter Weylandt                                     | Stefan van Dijk                                     | Roy Sentjens                                        |
| 2010      | Wouter Weylandt                                     | Greg Van Avermaet                                   | Arnoud van Groen                                    |
| 2011      | Philippe Gilbert                                    | Francesco Chicchi                                   | Aidis Kruopis                                       |
| 2012      | Matteo Trentin                                      | Guillaume Van Keirsbulck                            | Kenny Dehaes                                        |
| 2013-2014 | non disputato                                       | non disputato                                       | non disputato                                       |
| 2015      | Kris Boeckmans                                      | Benjamin Verraes                                    | Greg Van Avermaet                                   |
| 2016      | Greg Van Avermaet                                   | Yves Lampaert                                       | Tosh Van der Sande                                  |
| 2017      | Yves Lampaert                                       | Julien Vermote                                      | Tim Declercq                                        |
| 2018      | Jürgen Roelandts                                    | Greg Van Avermaet                                   | Oliver Naesen                                       |
| 2019      | Yves Lampaert                                       | Michael Mørkøv                                      | Stan Dewulf                                         |
| 2020      | Non disputata a causa della pandemia di COVID-19    | Non disputata a causa della pandemia di COVID-19    | Non disputata a causa della pandemia di COVID-19    |
| 2021      | Stan Van Tricht                                     | Cériel Desal                                        | Pieter Serry                                        |
| 2022      | Remco Evenepoel                                     | Sasha Weemaes                                       | Jarne Van Grieken                                   |
| 2023      | Warre Vangheluwe                                    | Tim Merlier                                         | Timothy Dupont                                      |
| 2024      | Martin Svrček                                       | Yves Lampaert                                       | Lionel Taminiaux                                    |